# Bring Me the Workhorse
Bring Me the Workhorse è l'album d'esordio del gruppo musicale My Brightest Diamond.

| Recensione       | Giudizio |
| ---------------- | -------- |
| Drowned in Sound | 8/10     |
| AllMusic         |          |
| Pitchfork        | 8.1/10   |

## Tracce
1. Something of an End – 4:51
2. Golden Star – 2:55
3. Gone Away – 4:42
4. Dragonfly – 5:24
5. Freak Out – 3:33
6. We Were Sparkling – 2:43
7. Disappear – 4:04
8. The Robin's Jar – 3:20
9. Magic Rabbit – 5:25
10. The Good & the Bad Guy – 4:16
11. Workhorse – 4:43

## Formazione

### Musicisti
- Shara Worden - voce, chitarra, pianoforte elettrico, celesta, organo, vibrafono, percussioni, carillon, arrangiamento
- David Stith - pianoforte, cori
- Barry Wright - tromba
- Keith Wright - fisarmonica
- Chris Bruce - basso
- Earl Harvin - batteria
- Marla Hansen - viola
- Maria Jeffers - violoncello
- Rob Moose - violino
- Zac Rae - tastiere

### Personale tecnico
- Shara Worden - produzione
- Andrew Sheps - missaggio
- Alan Douches - masterizzazione